# Piece (만화)
《Piece》(피스)는 아시하라 히나코의 만화 작품이다.
〈베츠코미〉(쇼가쿠칸)에서 2008년 5월호부터 2013년 5월호까지 2개월 간격으로 연재되었다. 단행본은 전 10권. 연재 개시 당시는 〈Piece~그녀의 기억~〉이라고 하는 타이틀이었다.
작자에 의하면, 테마는 〈생각하지 말아라, 느껴라!〉라고 한다(단행본 제1권으로부터).
2013년 1월, 제58회 쇼가쿠칸 만화상 소녀 부문 수상.

## 개요
〈――그 아이의 기억을 더듬어〉
대학생 생활을 보내는 미즈호에게, 고교 시절의 클래스 메이트·오리구치 하루카가 죽었다고 연락이 온다. 특별히 친하게 지낸 기억은 없는데, 오리구치는 모친에게 미즈호를 친구라고 말한 것 같다. 그것이 계기가 되어, 그녀의 모친에게, 하루카가 교제하고 있던 남자를 찾았으면 좋겠다, 라고 부탁받는다. 평범하고 눈에 띄지 않는 아이였지만, 하루카는 고교 시절에 임신·낙태를 했었다고 한다. 놀란 미즈호였지만, 당시의 클래스 메이트들을 방문해 그녀의 발자국을 더듬기 시작하며, 자신의 씁쓸한 추억과 말없이 마주보게 된다.

## 등장인물
스가 미즈호
대학 2학년(경제학부). 자신의 감정보다는 손익 계산으로 행동한다. 자신을, 감정 표현이 부족한 차가운 인간이라고 생각한다.
나루미 히카루
미즈호의 고교 2학년 때의 클래스 메이트. 미즈호의 퍼스트 키스 상대. 가벼운 성격으로, 많은 여자와 교제하고 있었다.
오리구치 하루카
미즈호의 전 클래스 메이트. 유방암으로 19세에 사망. 고교 시절에는 수수하고 눈에 띄지 않는 존재였다. 모친에게 걱정을 끼치지 않든지, 친구가 있는 체를 하고 있었다. 그이로부터 받았다고 하는, H·N의 이니셜이 그려진 유화를 가지고 있었다. “누군가”의 아이를 임신해, 중절했다고 생각된다.
야나이 타카시
미즈호의 1학년 위인 선배. 오리구치와 같은 위원회로, 그녀에게 희미하게 호의를 나타내고 있었다. 마음 속에서 오리구치를 〈흰 백합의 너〉라고 불러, 순수하고 아름다운 대상으로 보고 있었지만, 미즈호로부터 임신·낙태를 듣고 이상이 허무하게 무너진다.
니시다 레미
미즈호의 전 클래스 메이트. 클래스의 무드 메이커적 존재였다. 나루미에게 체형을 〈“포동포동”이 아니라“완전 돼지”〉라고 들었던 적이 있다. 결벽 성향이 있어, 미팅 등에서도 간단하게 신체에 손을 대는 남자는 싫어한다.
세토우치 마도카
미즈호의 전 클래스 메이트. 학년 가장 귀여운 아이돌적 존재였다.
스가와라 유우
미즈호의 전 클래스 메이트. T대 진학을 목표로 해 재수 중. 고교 시절, 마도카에게 스토커같이 보이는 것을 하고 있었다.
미야모토
미즈호의 고등학교 때 체육 교사. 엄한 일로 알려져, 여학생으로부터 사물을 몰수했는데, 보복으로 〈성희롱당했다〉라고 호소되어, 무실이었지만 그것이 아내와의 이혼 원인이 되었다. 현재는 초등학생인 아들·아키토와 둘이서 살고 있다.
미야모토 아키토
미야모토의 아들. 부자 가정이기 때문에 제대로 하고 있다. 하루카와 사이가 좋았다.
나나오 키미코
나루미가(家)에 매주 금요일, 청소·세탁·요리를 하러 오는 가정부. 여자 힘 하나로 길러 온 딸로부터 처음으로 받은 반항에 절망해, 리사코의 카운셀링을 받는다. 계속 오가는 동안에 리사코로부터 히카루의 베이비 시터를 부탁받았다. 타인에 대해 무관심하고 정서가 부족한 히카루를 마음속으로부터 걱정해, 히로의 존재를 알면, 조금은 서로에게 플러스가 될 것이라고 생각해 리사코의 감시 눈을 빠져 나가 종종 히카루에게 히로를 만나게 하고 있었다. 히카루가 20세가 될 때까지라고 하는 계약 전, 더부살이로 가정부를 하고 있었지만, 히카루와 미즈호의 어떤 사건 이래 오는 횟수를 줄였다.
나루미 리사코
히카루의 어머니로 심료내과의. 현재는 일하는 곳 가까이에 있는 맨션에서 살고 있다. 여성 잡지에서 칼럼 등을 연재하고 있어, 심리학 저서를 많이 출판하고 있다. 아이를 관찰 대상의 샘플로 밖에 보지 않고, 히로와 히카루 형제를 격리해 다른 환경하에서 길러 환경이 사람에게 주는 영향을 연구하고 있었다. 히카루의 유년 시절은 집에 감시 카메라를 붙여 발언이나 일거수일투족을 모두 기록해, 무엇을 먹고 무엇을 하면서 놀까 등, 식사·행동의 스케줄을 결정하고 있었다.
나루미 히로
히카루의 1세 연상인 형. 리사코가 〈환경이 사람에게 어떠한 영향을 줄까〉라고 하는 자신의 연구를 위해서, 히카루와는 전혀 다른 환경하에서 전혀 공통점을 가지지 않고 자랐다. 얌전하게 괴롭힘을 당했던 아이였다.
마츠우라
미즈호의 옆 클래스였던 남자. 선택 수업의 미술에서 하루카와 같은 클래스로, 조금 안면이 있었다. 여름방학을 이바라키 현의 조모의 집에서 보내고 있었을 무렵, 데셍을 하고 있던 어느 곳에서 종종 하루카를 보았다.

## 서지 정보
- 아시하라 히나코 《Piece》 쇼가쿠칸 〈베츠코미 플라워 코믹스〉 전 10권
  1. 2008년 12월 24일 발매, ISBN 978-4-09-132157-2
  2. 2009년 6월 26일 발매, ISBN 978-4-09-132396-5
  3. 2009년 12월 24일 발매, ISBN 978-4-09-132775-8
  4. 2010년 6월 25일 발매, ISBN 978-4-09-133266-0
  5. 2010년 12월 24일 발매, ISBN 978-4-09-133509-8
  6. 2011년 7월 26일 발매, ISBN 978-4-09-133800-6
  7. 2011년 12월 26일 발매, ISBN 978-4-09-134127-3
  8. 2012년 6월 26일 발매, ISBN 978-4-09-134502-8
  9. 2012년 12월 26일 발매, ISBN 978-4-09-134787-9
  10. 2013년 6월 26일 발매, ISBN 978-4-09-135268-2

## 텔레비전 드라마
2012년 10월 6일부터 12월 29일까지 닛폰 TV 계열에서 매주 토요일 24:55 ~ 25:25(JST)에 방송되었다. 나카야마 유마는 《사랑해 악마~뱀파이어☆보이~》이래, 3년 만의 연속 드라마 주연.

### 개요
고교 시절의 동급생·오리구치가 죽었다고 레미로부터 연락을 받았을 때에 미즈호는 타이밍 좋게, 남자친구의 바람피는 현장을 목격해 버린다.
미즈호는 오리구치 하루카의 장례식에서 오랜만에 나루미와 재회해, 유일하게 동급생 중에서 감정이나 생각을 읽어낼 수 없는 이상한 분위기를 가지고 있던 인상이 머릿속에서 소생해, 함께 보낸 고교 시절을 회상한다.
장례식 종료 후에 미즈호는, 오리구치 하루카의 모친으로부터 〈하루카는 고교 시절 동급생과 교제해, 그 사람의 아이를 가졌었다〉라고 하는 충격의 이야기를 듣는다.

### 캐스트

#### 나루미의 고교 시절
나루미 히카루 - 나카야마 유마 (NYC/어린 시절:나가타니 세나)
미즈호의 고교 시절 동급생. 맨션의 3층으로부터 아무렇지도 않은 얼굴을 하고 뛰어내릴 정도의 운동신경을 가져, 무신경한 발언을 반복해도 여성에게 미움받지 않는 특이한 분위기를 가지고 있었다.
스가 미즈호 - 혼다 츠바사 (어린 시절:엔도 리나)
일관해서 생각이 변하지 않는, 주위의 환경에 흘러가지 않는 성격을 하고 있다. 요령 좋게 이끌어가는 능력이 있어, 타인에게 주의를 받지 않게 먼저 해서 행동한다.
야나이 타카시 - 마츠무라 호쿠토 (쟈니즈 Jr.)
미즈호의 고교 시절 선배. 재학 중에는 많은 여자 학생으로부터의 주목 대상이었다.
세토우치 마도카 - 스즈키 아이리
미즈호의 고교 시절 동급생. 고등학교 선배인 코이케와 지금도 교제를 순조롭게 계속하고 있다. 아무렇지도 않게 걱정을 보이지만 그 행위가 오히려 상대를 유혹하는 결과에 연결되어 버린다.
스가와라 유우 - 노자와 유키 (noon boyz)
미즈호의 고교 시절 동급생. 도쿄 대학 수험에 실패해, 재수 중이다. 한 번, 감기로 몸이 불편할 때에 마도카가 상냥하게 해준 것으로부터 호의를 가지게 된다.
코이케 선배 - 야스이 켄타로 (쟈니즈 Jr.)
고등학교 졸업식 후에 용기를 내 마도카에게 고백했더니, 〈계속 대화해보고 싶다고 생각하고 있었다〉라고 서로가 같은 감정을 가지고 있던 것을 안다.
니시다 레미 - 아라이 모에
미즈호의 고교 시절부터의 친구. 얕고 넓은 교우 관계를 만드는 것에 뛰어나, 고교 시절에는 그것이 문제가 되어 친구로부터의 상담 일이 많았다.
오리구치 하루카 - 미즈노 에리나 (FLOWER)
미즈호의 고교 2학년 때의 동급생. 제일 감정이 많을 때라고 말해지는 19세라고 하는 젊은 나이에 병 때문에 타계한다. 고교 시절에는 소극적이고 얌전한 성격이 원인으로, 동급생으로부터 괴롭힘을 당하고 있었다.
야지마 메구미 - 키리시마 미유
미즈호의 고교 시절부터의 친구.
미와 쿄코 - 미야타케 미오 (bump.y)
미즈호의 고교 시절부터의 친구.
마츠우라 - 와타나베 쇼타 (Snow Man)
미술부에 소속해, 고2의 겨울 방학에 조모가 사는 이바라키 현 나카 시에 놀러 갔을 때, 역 앞에서 우연히 하루카를 보고, 그 모습을 데생하고 있었다.
나츠키 - 이시이 안나 (bunny)
나루미의 고교 시절 여자 친구.
미야모토 - 타카하시 츠토무
성희롱 행위라고 여학생으로부터 비난 당해 미움받고 있던 체육 교사.
동급생
- 카나 - 사사키 모에
- 아사미 - 에구치 마오
- 타니구치 - 이노우에 츠바사
- 토미타 - 네리오 히로아키
- 미즈키 - 사쿠라이 야스유키

타교 학생
- 미쿠 - 이노우에 시오리

#### 히로의 중학 시절
나루미 히로 - 나카야마 유마 (2역) (어린 시절:쿠로이 노부타카)
히카루의 형. 남동생과는 대조적으로 마음이 약한 성격으로 여성 공포증. 남동생이 사는 집과 완전히 같은 구조의 집에 살고 있었지만, 모친과의 약속으로 20살의 생일을 맞이했을 때에 집을 나온다.
마루오 - 사쿠마 다이스케 (Snow Man)
히로를 괴롭히고 있을 때 서지 못 할 정도가 될 때까지 남동생인 히카루에게 쇠 파이프로 맞고, 빈사의 중상을 입어, 다리에 후유증이 남는다. 현재는 요코스카에서 여자친구인 쿠미와 함께 살아, 1년 전부터 발신인 불명의 편지가 도착하게 된다.
키도 준페이 - 이와모토 히카루 (Snow Man)
WINE-FOODS 술집 점원. 히로가 있는 곳을 알기 위해서 찾아 온 야나이에게 중학 시절에 히로를 돕기 위해서 히카루가 일으킨 사건에 대해 이야기한다.
사카타 코지 - 타츠미 유다이 (포유)
히로를 괴롭히고 있었지만 도우러 온 남동생 히카루와 몇 번이나 싸우다가 사이가 좋아진다.
동료가 된 히카루를 배반할 수 없다며 그가 철 파이프로 중상을 입게 한 마루오를 벼랑으로부터 밀어 떨어뜨려, 은폐 공작을 도모한다. 고교 시절, 레미와 교제하고 있었다.

#### 그 외
스미요시 타이키 - 하세가와 준
미즈호의 남자친구. 같은 대학 문학부의 여학생과 바람을 피고 있다.
미야모토 아키토 - 이시카와 타츠키
부모님이 이혼해 외로움을 안고 있었던 때에 책방에서 아르바이트 하고 있던 하루카와 만나, 병으로 타계할 때까지 모친 대신 돌봄받거나 친구같은 관계를 계속해 왔다. 하루카로부터 H.N의 이니셜이 들어간 유화를 맡겼었다.
노무라 사나에 - 유이 료코
히로의 모친이 판 집을 매입해 살고 있다. 히로가 있는 곳을 찾아 온 미즈호에게 아틀리에로 사용하고 있던 방을 안내한다.
쿠미 - 야마모토 미즈키
마루오와 동거하고 있는 여자 친구.
오리구치 하루카의 모친 - 나카무라 쿠미

오리구치 하루카의 부친 - 하다 마코토

나나오 키미코 - 키노 하나
나루미가(家)의 가정부. 옛날에는 나루미의 집에 거주해, 가사 전반의 일을 하고 있었지만 현재는 주 1회의 금요일에 방문하고 있다.
나루미 리사코 - 토다 나호
히카루·히로의 모친. 토치 대학 심리학부 졸업. 심리학 박사. 〈임상 심리학 입문〉 〈나르시시스틱인 어른들〉 등의 저서를 출판하고 있다.
직장 근처에 맨션을 빌려 살고 있기 때문에, 아들 히카루와는 함께 살지 않았다.

### 스태프
- 원작 - 아시하라 히나코 《Piece》
- 각본 - 오오이시 테츠야, 마츠다 유코, 아카마츠 요시마사, 카토 아야코, 오이카와 마미
- 음악 - 세가와 에이시
- 음악 협력 - Matchbox Twenty (WARNER MUSIC JAPAN)
- 주제가 - 나카야마 유마 〈Missing Piece〉 (쟈니즈 엔터테인먼트)
- 삽입곡 - 나카야마 유마 〈물이 돌아가는 장소〉 (쟈니즈 엔터테인먼트)
- 연출 - 카와이 하야토, 하시모토 코지로, 타키모토 켄고
- 프로듀서 - 우에노 히로유키 (닛폰 TV), 와타나베 히로히토 (닛테레 악스온)
- 협력 - 쟈니즈 사무소
- 제작 프로덕션 - 닛테레 악스온
- 기획 제작 - 닛폰 TV
- 제작 - vap

### 방송 목록
| 각 화                                                      | 방송일           | 각본                              | 연출            |
| ---------------------------------------------------------- | ---------------- | --------------------------------- | --------------- |
| Story1                                                     | 2012년 10월 6일  | 오오이시 테츠야                   | 카와이 하야토   |
| Story2                                                     | 2012년 10월 13일 | 아카마츠 요시마사 오오이시 테츠야 | 카와이 하야토   |
| Story3                                                     | 2012년 10월 20일 | 아카마츠 요시마사 오오이시 테츠야 | 카와이 하야토   |
| Story4                                                     | 2012년 10월 27일 | 마츠다 유코                       | 하시모토 코지로 |
| Story5                                                     | 2012년 11월 3일  | 마츠다 유코                       | 하시모토 코지로 |
| Story6                                                     | 2012년 11월 10일 | 카토 아야코                       | 타키모토 켄고   |
| Story7                                                     | 2012년 11월 17일 | 오이카와 마미                     | 타키모토 켄고   |
| Story8                                                     | 2012년 11월 24일 | 마츠다 유코                       | 카와이 하야토   |
| Story9                                                     | 2012년 12월 1일  | 카토 아야코                       | 카와이 하야토   |
| Story10                                                    | 2012년 12월 8일  | 오이카와 마미                     | 하시모토 코지로 |
| Story11                                                    | 2012년 12월 15일 | 오오이시 테츠야                   | 타키모토 켄고   |
| Story12                                                    | 2012년 12월 22일 | 오오이시 테츠야                   | 카와이 하야토   |
| Story13                                                    | 2012년 12월 29일 | 오오이시 테츠야                   | 카와이 하야토   |
| 평균 시청률 2.1% (시청률은 칸토 지구·비디오 리서치사 조사) |                  |                                   |                 |

- 첫회는 30분 확대 방송 (24:55 ~ 25:55).
- 제2화는 토요 드라마 《악몽짱》이 15분 확대 방송되어 25:10 ~ 25:40에 방영.
- 제3화는 프로 야구·클라이맥스 시리즈 제4전 요미우리 자이언츠대주니치 드래건스 중계 연장에 의해 25:10 ~ 25:40에 방영.
- 제4화는 코나미 일본 시리즈 2012 제1전 중계 연장에 의해 25:45 ~ 26:15 방영.
- 제5화는 코나미 일본 시리즈 2012 제6전 중계 연장에 의해 26:00 ~ 26:30 방영.
- 제6 ~ 9화는 프로그램 조정의 형편 때문에 25:05 ~ 25:35 방영.
- 제10·11화는 프로그램 조정의 형편 때문에 25:41 ~ 26:11 방영.
- 제12화는 《아라시니 시야가레 요괴 오네에 군단과 아라시가 지옥의 크리스마스 확대 스페셜》 방송 때문에 25:25 ~ 25:55 방영.